# Reggimento "Cavalleggeri di Saluzzo" (12º)
Il Reggimento "Cavalleggeri di Saluzzo" è stato un reggimento dell'Armata Sarda del Regno di Sardegna, del Regio Esercito Italiano.

## Storia

### Dalle origini alla prima guerra mondiale
Le origini del reggimento risalgono al 29 Marzo 1848, in epoca risorgimentale, quando da parte del Governo provvisorio di Milano, sorto a seguito delle cinque giornate di Milano, vennero costituiti due reggimenti denominati rispettivamente Cavalleggeri e Dragoni lombardi, formati da volontari lombardi. Essi combatterono nel 1848 a Milano. Il 5 settembre dello stesso anno i due reparti vennero incorporati nell'Armata Sarda. Nel 1849, nel corso della Prima guerra d'indipendenza, il Reggimento Cavalleggeri lombardi, detto anche Cacciatori a cavallo, fu impegnato a Cava Manara e due squadroni Dragoni lombardi presero parte alla battaglia di Novara..
In seguito al Regio decreto del 15 maggio 1849 venne costituito, nell'agosto dello stesso anno dalla fusione dei due reggimenti, il 7º Reggimento di Cavalleria. Il 3 gennaio 1850 passò a far parte della Cavalleria leggera con il nome di Reggimento "Cavalleggeri di Saluzzo"; il 1º squadrone del reggimento, nel 1855-56, durante la Guerra di Crimea, prese parte alla battaglia della Cernaia.
Nel 1859 i "Cavalleggeri di Saluzzo" presero parte alla campagna della Seconda guerra d'indipendenza sotto il comando del colonnello Paolo Griffini, prendendo parte ai combattimenti di San Martino, Zinasco, Torre Berretti Sesia, Confienza e Castel Venzago.
Dopo la proclamazione del Regno d'Italia, il Reggimento entrò a far parte del Regio Esercito partecipando nel 1862-63 alla campagna contro il brigantaggio nel meridione d'Italia.
Nel 1866 il reggimento prese parte alla terza guerra di indipendenza nel corso della quale venne impiegato a Custoza.
Nel 1871 il reggimento assunse la denominazione di 12º Reggimento Cavalleria "Saluzzo", nel 1876 quello di Reggimento "Cavalleria Saluzzo" (12°) e nel 1897 di Reggimento "Cavalleggeri di Saluzzo" (12°).
Tra la fine del XIX e l'inizio del XX secolo il reggimento prese parte alle guerre coloniali italiane, partecipando nel 1887-88 alla campagna di Eritrea, nel 1895-96 alla Guerra di Abissinia e nel 1911-12 alla guerra italo-turca che portò alla conquista della Libia.

### Prima guerra mondiale
Nel corso della prima guerra mondiale partecipò inizialmente alle operazioni per la conquista del campo trincerato di Gorizia, raggiungendo le pendici del Šober e le valli del Vippacco e della Vertoiba. Nell'agosto-settembre del 1917 prese parte alla battaglia della Bainsizza, lanciando suoi reparti in pattugliamenti verso Chiapovano, Tarnova e le pendici del Monte San Gabriele.
Durante la ritirata italiana sulla linea del Piave conseguente alla disfatta di Caporetto il reggimento sostenne combattimenti di retroguardia per ritardare l'avanzata nemica, sia a cavallo sia a piedi.
Sferrata la nostra offensiva finale italiana dell'ottobre 1918, i "Cavalleggeri di Saluzzo" vennero lanciati all'inseguimento lungo la direttrice Tauriano-Istrago, dove il reggimento caricò brillantemente il nemico, meritando la citazione sul bollettino di guerra N.° 1266 del Comando Supremo e la medaglia d'argento al valor militare.

### Periodo tra le due guerre
Al termine della prima guerra mondiale, il 20 aprile 1920, con Regio decreto 451, in seguito alla riduzione dell'Arma di cavalleria, al reggimento venne incorporato un Gruppo squadroni del reggimento Cavalleggeri di Foggia, disciolto, e il reggimento assunse, il 1º luglio, la denominazione di Reggimento "Cavalleggeri di Saluzzo", che con i reggimenti "Monferrato", "Guide", "Aosta", entrò a far parte del 2º Comando superiore di cavalleria del generale di brigata Francesco Bellotti con sede ad Udine.
Nel 1935-36 il reggimento prese parte alla guerra di Etiopia con 7 ufficiali e 450 gregari, complessivamente, per la formazione di reparti vari presso altri corpi.
Alla vigilia della seconda guerra mondiale il reggimento aveva la sua sede a Pordenone, presso la Caserma Vittorio Emanuele III, inquadrato nella 1ª Divisione celere "Eugenio di Savoia" del Corpo d'armata celere, con i "Cavalleggeri di Alessandria", il 1° Articelere e l'11º Reggimento bersaglieri.

### Seconda guerra mondiale
All'entrata in guerra dell'Italia nel secondo conflitto mondiale il reggimento era dislocato con i suoi reparti in Friuli, così articolato:
- Comando
- Squadrone Comando
- 3º Squadrone "Cavalleggeri di Saluzzo"
- 1º Squadrone "Cavalleggeri Guide"
- 5º Squadrone mitraglieri
- LVIII Gruppo appiedato "Cavalleggeri di Saluzzo"
- XVII Gruppo appiedato "Cavalleggeri di Saluzzo"

Nell'aprile 1941 il reggimento prese parte all'occupazione della Jugoslavia, spostandosi il 12 aprile a Villa del Nevoso e varcando, alle ore 14 del giorno successivo, l'antico confine jugoslavo a Clana, senza incontrare resistenza da parte del nemico e occupando nei giorni successivi varie località. Il 18 aprile la Jugoslavia capitolò alle forze dell'Asse. L'11 maggio il reggimento raggiunse Jastrebarsko, da dove i suoi reparti eseguirono perlustrazioni a largo raggio.
Il 22 maggio 1942 venne proclamato lo Stato indipendente di Croazia. Il 9 ottobre il reggimento raggiunse Pisarovina, rientrando il 6 novembre a Jastrebarsko, proseguendo nel servizio di polizia e di pattugliamento. Intanto il movimento partigiano andava crescendo e a seguito dell'intensificarsi dell'azione dei partigiani serbo-croati, il Reggimento venne maggiormente impiegato in azioni di rastrellamento. Il II Gruppo nel mese di novembre sventò un poderoso attacco di formazioni partigiane contro il caposaldo italiano di Sveta Jona. Nel mese di dicembre il reggimento fu trasferito in Dalmazia insieme all'intera 1ª Divisione celere raggiungendo Sebenico, con l'ordine di pattugliare e difendere il settore Konjevrate-Traù.
Nei primi giorni del 1943 il reggimento, spostandosi su autocarri, svolse un'azione in direzione di Konjevrate, dove il 6 gennaio venne impegnato in combattimento con formazioni partigiane che vennero costrette a sganciarsi e a ripiegare. Il 17 gennaio, saputo dell'imboscata tesa ai "Cavalleggeri di Alessandria" e della fine del colonnello Guido Da Zara a Vodizze, raggiunse tale località con mezzi da sbarco della Regia Marina conducendo una vasta operazione di rastrellamento. Il 5 ed il 6 febbraio, con gli squadroni in parte appiedati e in parte a cavallo, gli uomini del reggimento raggiunsero la località di Bilice, circondando di sorpresa una formazione partigiana distruggendola.
Da marzo a giugno il reggimento fu impegnato in una logorante azione di pattugliamento e rastrellamento con numerosi scontri a fuoco, con molti partigiani catturati. Nel mese di giugno il reggimento raggiunse Porto Re, con il I Gruppo a Krasica, dove si susseguirono gli scontri con le formazioni partigiane.
Nel luglio il Reggimento, con il reggimento "Cavalleggeri di Alessandria", effettuò un’importante azione di rastrellamento a Monte Tic, in un'azione in cui si distinse il 4º Squadrone. Il 20 agosto il reggimento con un Gruppo Squadroni appiedato ed uno a cavallo, prese parte ad un combattimento nella zona di Segna con la 13ª Divisione fanteria "Re", in azione durissima, ma conclusasi felicemente.
L'8 settembre il Reggimento venne raggiunto dalla notizia dell'armistizio a Novi Vinodolski, tra Cirquenizza e Segna. Il giorno 10 si spostò a Cirquenizza per provvedere alla sicurezza del Comando del V Corpo d'armata, raggiungendo, il giorno seguente, Fiume dove, tra lo stupore della massa di sbandati e l'ammirazione della popolazione, sfilò in parata con la fanfara in testa dinnanzi al Generale Gambara, comandante della Piazza. A Fiume il reggimento venne impiegato a presidiare la cinta difensiva, l'Eneo, Porto Baros, le colline di Santa Caterina, predisponendo la difesa della città. Il 13 settembre il comando della Piazza di Fiume consentì l'ingresso in città delle colonne tedesche e il 25 settembre il colonnello Curreno, vista inutile ogni resistenza, ordinò lo scioglimento del reggimento i cui uomini abbandonarono ordinatamente la città per darsi alla macchia ed entrare a far parte del movimento clandestino di resistenza.

## Comandanti (1920-1943)
- Colonnello Augusto Taviani (1920-1927)[1]
- Colonnello Torquato Puppini (1927-1930)
- Colonnello Luigi Brioso (1930-1932)
- Colonnello Umberto Montaldo (1932-1934)
- Colonnello Ettore Borgstrom (1934-1937)
- Colonnello Mario Mazza (1937-1939)
- Colonnello Barone Emilio Guidobono Cavalchini (1939-1941)
- Colonnello Pasquale Ventrone (1942)
- Colonnello Giuseppe Curreno di Santa Maddalena (1943)

## Gruppo Squadroni "Cavalleggeri di Saluzzo"
Il 15 settembre del 1964 venne ricostituito a Reggio Emilia il  Gruppo Squadroni "Cavalleggeri di Saluzzo" (12°), che ereditò bandiera di guerra e tradizioni del  Reggimento "Cavalleggeri di Saluzzo" (12°), successivamente trasferito a Gradisca d'Isonzo in provincia di Gorizia ed inquadrato, quale Gruppo esplorante divisionale (GED), nella Divisione fanteria "Folgore" del V Corpo d'armata.
Nel 1976 la Divisione "Folgore" venne riconfigurata da Divisione fanteria a meccanizzata con la denominazione di Divisione meccanizzata "Folgore" e il Gruppo Squadroni esplorante "Cavalleggeri di Saluzzo" (12°) divenne 12º Gruppo Squadroni esplorante "Cavalleggeri di Saluzzo" e trasferito nella nuova sede di Gorizia, caserma Montesanto.
Nel 1986, con lo scioglimento della Divisione meccanizzata "Folgore" il 12º Gruppo Squadroni esplorante "Cavalleggeri di Saluzzo" divenne 12º Gruppo Squadroni meccanizzato "Cavalleggeri di Saluzzo" ed inquadrato nella Brigata meccanizzata "Vittorio Veneto".
Con la riduzione dell'organico dell'Esercito Italiano in seguito alla fine della guerra fredda nel 1990 venne deciso lo scioglimento del 12º Gruppo Squadroni meccanizzato "Cavalleggeri di Saluzzo" che venne sciolto il 3 gennaio 1991, mentre il 31 luglio dello stesso anno venne sciolta la Brigata meccanizzata "Vittorio Veneto".